# حمام القراحلة
حمام القراحلة هي قرية من قرى مدينة جبلة التابعة لمحافظة اللاذقية في سوريا، تقع على ارتفاع حوالي 600 متر فوق مستوى سطح البحر، تتميز بأراضي زراعية واسعة الانتشار من أهم محاصيلها الزيتون والتفاح و الرمان والتبغ تتنوع الأشجار في هذه المنطقة من البلوط والسنديان وأشجار التين والحمضيات، تمتاز بمناخ معتدل صيفا بارد ماطر شتاء، وإطلالة رائعة على السهل الساحلي لمحافظة اللاذقية.
واشتهرت القرية بالعديد من الينابيع وأشهرها (نبع عين قبي) و(نبع الحمّام)
أصبحت حديثاً -2010- مركز لناحية حمام القراحلة والتي تضم قرى: حمام القراحلة - بشراغي - جيبول - درميني - العريقيب - دوير بسنديانة - بسنديانة - بسطوير - خرايب سالم -

## السكان
وتضم بلدية حمام القراحلة سبع قرى هي «حمام القراحلة - جيبول - درميني - العريقيب - بشراغي الجبلية - عين قبي» وعدد سكانها «10580» نسمة

## التعليم
تتميز هذه الناحية بالنسبة المرتفعة من الحاصلين على الشهادات الجامعية وشهادات الدكتوراه.ويعيش قسم كبير من أبنائها في المدن الرئيسية داخل البلد وقسم آخر في المهجر خاصة في ألمانيا وفرنسا و دول الخليج العربي .